# Herman Albarda
Johan Herman Albarda (* 24. Juni 1826 in Leeuwarden; † 7. Juli 1898 ebenda) war ein niederländischer Jurist, Ornithologe und Entomologe.

## Leben
Albarda stammte aus der Juristen- und Patrizierfamilie Albarda und war der Sohn von Binse Albarda (1796–1862) und Eldina Alegonda Asselina Geertsema (1793–1837). Im Januar 1854 heiratete er Elisabeth Catharina Wierdsma (1819–1895). Aus dieser Ehe gingen keine Kinder hervor.
Nach seinem Studium der Rechtswissenschaften wurde Albarda Rechtsanwalt und ab 1853 stellvertretender Staatsanwalt im Bezirk Leeuwarden, ein Amt, das er bis 1863 ausübte.
Albarda erwarb durch Selbststudium bedeutende zoologische und botanische Kenntnisse. Sein besonderes Interesse galt der Entomofauna sowie der holländischen Avifauna.
Albarda war mit dem belgischen Baron Edmond de Selys-Longchamps befreundet, mit dem er zwischen 1875 und 1896 einen regen Briefaustausch hatte. In den Jahren 1874 bis 1891 beschrieb er zahlreiche neue Insektenarten.
1870 wurde Albarda zum Ehrenmitglied der Deutschen Ornithologen-Gesellschaft ernannt.

## Erstbeschreibungen von Herman Albarda
- Melanocypha snellemanni Albarda, 1879
- Chrysopa ochracea Albarda, 1881
- Venustoraphidia nigricollis (Albarda, 1891)
- Dipseudopsis nebulosa Albarda, 1881
- Fibla maclachlani (Albarda, 1891)
- Ametropus Albarda, 1878
- Macrostemum fenestratum (Albarda, 1881)
- Libellago sumatrana Albarda, 1879
- Hydromanicus flavoguttatus Albarda, 1881
- Zyxomma obtusum Albarda, 1881
- Negha longicornis(Albarda, 1891)
- Parainocellia braueri (Albarda, 1891)
- Ametropus fragilis Albarda, 1878
- Stenopsyche ochripennis Albarda, 1881
- Dichrostigma adananum (Albarda, 1891)
- Austrochrysa abnormis (Albarda, 1881)
- Raphidia ligurica (Albarda, 1891)
- Phaeostigma ponticum (Albarda, 1891)
- Vestalis lugens Albarda, 1879
- Rhabdiopteryx neglecta (Albarda, 1889)
- Oemopteryx loewii (Albarda, 1889)
- Agulla assimilis (Albarda, 1891)
- Ganonema fuscipennis (Albarda, 1881)
- Holocentropus stagnalis (Albarda, 1874)
- Raptobaetopus tenellus (Albarda, 1878)
- Agulla bicolor (Albarda, 1891)
- Ceraclea riparia (Albarda, 1874)
- Macrostemum fastosum (Albarda, 1881)
- Ganonema fuscipenne Albarda, 1881
- Italochrysa aequalis subsp. sumatrana (Albarda, 1881)

## Dedikationsnamen und Ehrungen
Nach Albarda sind die Arten Nobilinus albardae (McLachlan, 1875), Sieboldius albardae (Selys, 1886), Macrogomphus albardae Selys, 1878, Aphrodisium albardae Ritsema, 1896 und Phaeostigma albarda Rausch & H.Aspöck, 1991 benannt. Albarda war Kommandeur des Ordens der Eichenkrone und Ritter des Ordens vom Niederländischen Löwen.

## Schriften
- Naamlijst der in de provincie Friesland in wilden staat waargenomen vogels. Leiden, 1865.
- De grasrups. 1865.
- Sur deux nouvelles espèces de trichoptères d’Europe. Leeuwarden, 1874.
- Descriptions of three new European Ephemeridae. The Entomologist’s monthly magazine 15, 1878, S. 128–130.
- Naamlijst der in de provincie Friesland in wilden staat waargenomen vogels, met vermelding van al de soorten, die in Nederland voorkomen. Leeuwarden, 1884.
- Neuroptera. Systematische lijst, met beschrijving der nieuwe of weinig bekende soorten, ca. 1885.
- Ornithologischer Jahresbericht (1885) aus Holland (Friesland und Zuid-Holland). Wenen, 1886.
- Een paar waarnemingen omtrent het trekken der ooievaars. Leeuwarden, 1888.
- Catalogue raisonné et synonymique des Neuroptères observés dans les Pays Bas et dans les Pays limitrophes. Tijdschrift voor entomologie 32. Amsterdam, 1889, S. 211–376.
- Notes sur les perlides décrites par le Dr. Rambur. Leeuwarden, 1889.
- Note sur la Taeniopteryx Nebulosa L. et la T. praetexta Burmeister. Leeuwarden, 1889.
- Révision des rhaphidides. ’s-Gravenhage, 1891.
- Ueber das Vorkommen seltener Vögel in den Niederlanden, 1892.